# Yamaguchi Noboru
Yamaguchi Noboru (ヤマグチ ノボル Yamaguchi Noboru, 11 tháng 2 năm 1972 – 4 tháng 4 năm 2013) là một tác giả light novel và kịch bản game đến từ quận Ibaraki, Nhật Bản. Ông nổi tiếng với tác phẩm light novel Zero no Tsukaima và làm việc trong studio game Front Wing.
Tháng 7, 2011, ông tiết lộ trên website của Media Factory rằng ông đang mắc bệnh ung thư giai đoạn sau, phát hiện vào tháng 2 cùng năm nhưng không được chữa trị, và gây ảnh hưởng đến công việc sáng tác 2 tập cuối của Zero no Tsukaima. Sau một cuộc phẫu thuật khác về sỏi mật, người ta thấy rằng sự phát triển của ung thư đã bị chậm lại, cho phép cuộc phẫu thuật ung thư diễn ra vào tháng 8 năm 2011. Nhưng ông tái nhập viện vào tháng 12 năm 2011, và trải qua một cuộc phẫu thuật khác vào tháng 11 năm 2012. Yamaguchi qua đời ở tuổi 41 vào ngày 4 tháng 4 năm 2013.

## Tác phẩm

### Light novels
- Green Green
- Imōto Lesson Koko wa Otome no Sono
- Kakikake no Love Letter
- Kaze no Kishi Hime
- Potion Uri no Marea
- Nibun no Ichi
- Santa Claris Crisis
- Sister Spring
- Strike Witches
- Tabitha no Bōken
- Tōku 6 Mile no Kanojo
- Zero no Tsukaima

### Kịch bản game
- Boy Meets Girl
- Canaria Kono Omoi wo Uta ni Nosete
- Gonna Be??
- Hoshiuta
  - Hoshiuta: Starlight Serenade
- Jiburiru - The Devil Angel
- Kimi Hagu
- Shiritsu Akihabara Gakuen
- Sorauta
- Yukiuta